# НХЛ у сезоні 1931—1932
НХЛ у сезоні 1931/1932 — 15-й регулярний чемпіонат НХЛ. Сезон стартував 12 листопада 1931. Закінчився фінальним матчем Кубка Стенлі 9 квітня 1932 між Торонто Мейпл-Ліфс та Нью-Йорк Рейнджерс перемогою «Мейпл-Ліфс» 6:4 в матчі та 3:0 в серії. Це третя перемога в Кубку Стенлі Торонто.

## Підсумкова турнірна таблиця

### Канадський дивізіон
| Команда            | І  | В  | П  | Н | ШЗ  | ШП  | Очки |
| ------------------ | -- | -- | -- | - | --- | --- | ---- |
| Монреаль Канадієнс | 48 | 25 | 16 | 7 | 128 | 111 | 57   |
| Торонто Мейпл-Ліфс | 48 | 23 | 18 | 7 | 155 | 127 | 53   |
| Монреаль Марунс    | 48 | 19 | 22 | 7 | 142 | 139 | 45   |
| Нью-Йорк Амеріканс | 48 | 16 | 24 | 8 | 95  | 142 | 40   |

### Американський дивізіон
| Команда            | І  | В  | П  | Н  | ШЗ  | ШП  | Очки |
| ------------------ | -- | -- | -- | -- | --- | --- | ---- |
| Нью-Йорк Рейнджерс | 48 | 23 | 17 | 8  | 134 | 112 | 54   |
| Чикаго Блек Гокс   | 48 | 18 | 19 | 11 | 86  | 101 | 47   |
| Детройт Фалконс    | 48 | 18 | 20 | 10 | 95  | 108 | 46   |
| Бостон Брюїнс      | 48 | 15 | 21 | 12 | 122 | 117 | 42   |

## Найкращі бомбардири
| Гравець       | Команда            | І  | Г  | П  | О  |
| ------------- | ------------------ | -- | -- | -- | -- |
| Башер Джексон | Торонто            | 48 | 28 | 25 | 53 |
| Джо Прімо     | Торонто            | 46 | 13 | 37 | 50 |
| Гові Моренц   | Монреаль Канадієнс | 48 | 24 | 25 | 49 |
| Чарлі Конахер | Торонто            | 44 | 34 | 14 | 48 |
| Білл Кук      | Нью-Йорк Рейнджерс | 48 | 33 | 14 | 47 |

## Плей-оф

### Попередній раунд
| - 27 березня. Торонто - Чикаго 0:1 - 29 березня. Чикаго - Торонто 1:6 Серія: Торонто - Чикаго 7-1 | - 27 березня. Монреаль Марунс - Детройт 1:1 - 29 березня. Детройт - Монреаль Марунс 0:2 Серія: Монреаль Марунс - Детройт 3-1 |

### Півфінали
| - 24 березня. Н-Й Рейнджерс - Монреаль Канадієнс 3:4 - 26 березня. Н-Й Рейнджерс - Монреаль Канадієнс 4:3 3ОТ - 27 березня. Монреаль Канадієнс - Н-Й Рейнджерс 0:1 - 30 березня. Монреаль Канадієнс - Н-Й Рейнджерс 2:5 Серія: Н-Й Рейнджерс - Монреаль Канадієнс 3-1 | - 30 березня. Торонто - Монреаль Марунс 1:1 - 2 квітня. Монреаль Марунс - Торонто 2:3 OT Серія: Торонто - Монреаль Марунс 4-3 |

### Фінал
- 5 квітня. Торонто - Н-Й Рейнджерс 6:4
- 7 квітня. Н-Й Рейнджерс - Торонто 2:6
- 9 квітня. Н-Й Рейнджерс - Торонто 4:6

Серія: Н-Й Рейнджерс - Торонто 3-0

## Призи та нагороди сезону
| Нагороди               | Гравець        | Команда            |
| ---------------------- | -------------- | ------------------ |
| Пам'ятний трофей Гарта | Гові Моренц    | Монреаль Канадієнс |
| Приз Леді Бінг         | Джо Прімо      | Торонто Мейпл-Ліфс |
| Трофей Везини          | Чарлі Гардінер | Чикаго Блек Гокс   |

| Нагорода               | Клуб               |
| ---------------------- | ------------------ |
| Приз принца Уельського | Нью-Йорк Рейнджерс |
| Приз О'Брайна          | Монреаль Канадієнс |
| Кубок Стенлі           | Торонто Мейпл-Ліфс |

## Команда всіх зірок
| Перша команда                     | Позиція              | Друга команда                     |
| --------------------------------- | -------------------- | --------------------------------- |
| Чарлі Гардінер, Чикаго Блек Гокс  | Воротар              | Рой Вортерс, Нью-Йорк Амеріканс   |
| Едді Шор, Бостон Брюїнс           | Захисник             | Сільвіо Манта, Монреаль Канадієнс |
| Чинг Джонсон, Нью-Йорк Рейнджерс  | Захисник             | Кінг Кленсі, Торонто Мейпл-Ліфс   |
| Гові Моренц, Монреаль Канадієнс   | Центральний нападник | Гулі Сміт, Монреаль Марунс        |
| Білл Кук, Нью-Йорк Рейнджерс      | Правий нападник      | Чарлі Конахер, Торонто Мейпл-Ліфс |
| Башер Джексон, Торонто Мейпл-Ліфс | Лівий нападник       | Орель Жоля, Монреаль Канадієнс    |
| Лестер Патрик, Нью-Йорк Рейнджерс | Тренер               | Дік Ірвін, Торонто Мейпл-Ліфс     |

## Дебютанти сезону
Список гравців, що дебютували цього сезону в НХЛ.
- Арт Култер, Чикаго Блек Гокс
- Ергардт Геллер, Нью-Йорк Рейнджерс

## Завершили кар'єру
Список гравців, що завершили виступати в НХЛ.
- Джордж Буше, Чикаго Блек Гокс
- Арт Ганьє, Детройт Фалконс
- Карсон Купер, Детройт Фалконс